# Hymerhabdia contracta
Hymerhabdia contracta är en svampdjursart som beskrevs av Sarà och Siribelli 1960. Hymerhabdia contracta ingår i släktet Hymerhabdia och familjen Bubaridae. Inga underarter finns listade i Catalogue of Life.